# Географія Гвінеї
Гвінея — західноафриканська країна, що знаходиться на крайньому заході континенту . Загальна площа країни 245 857 км² (79-те місце у світі), з яких на суходіл припадає 245 717 км², а на поверхню внутрішніх вод — 140 км². Площа країни трохи менша ніж половина площі України. 

## Назва
Офіційна назва — Республіка Гвінея, Гвінея (фр. Republique de Guinee, Guinee). Назва країни походить від злиття топоніму Гвінея. Топонім Гануа, Гінья (Ganua, Ginya) зустрічається на картах XIV століття. У сучасному вигляді топонім Гвінея (порт. Guinea) уведений у XV столітті португальськими мореплавцями на означення усіх африканських земель на південь від Сахари, від них він потрапив до інших європейських мов. З мови сусу топонім перекладається як жінки, за іншою версією, походить від бербер. Akal n-Iguinawen, що означає Земля німих, тобто варварів, що не розуміють берберської. Колишня колонія Французька Гвінея.

## Географічне положення
Гвінея — західноафриканська країна, що межує з шістьма іншими країнами: на півночі — з Гвінеєю-Бісау (спільний кордон — 421 км), Сенегалом (363 км) і Малі (1062 км), на сході — з Кот-д'Івуаром (816 км), на півдні — з Ліберією (590 км), Сьєрра-Леоне (794 км). Загальна довжина державного кордону — 4046 км. Гвінея на заході омивається водами Атлантичного океану. Загальна довжина морського узбережжя 320 км.

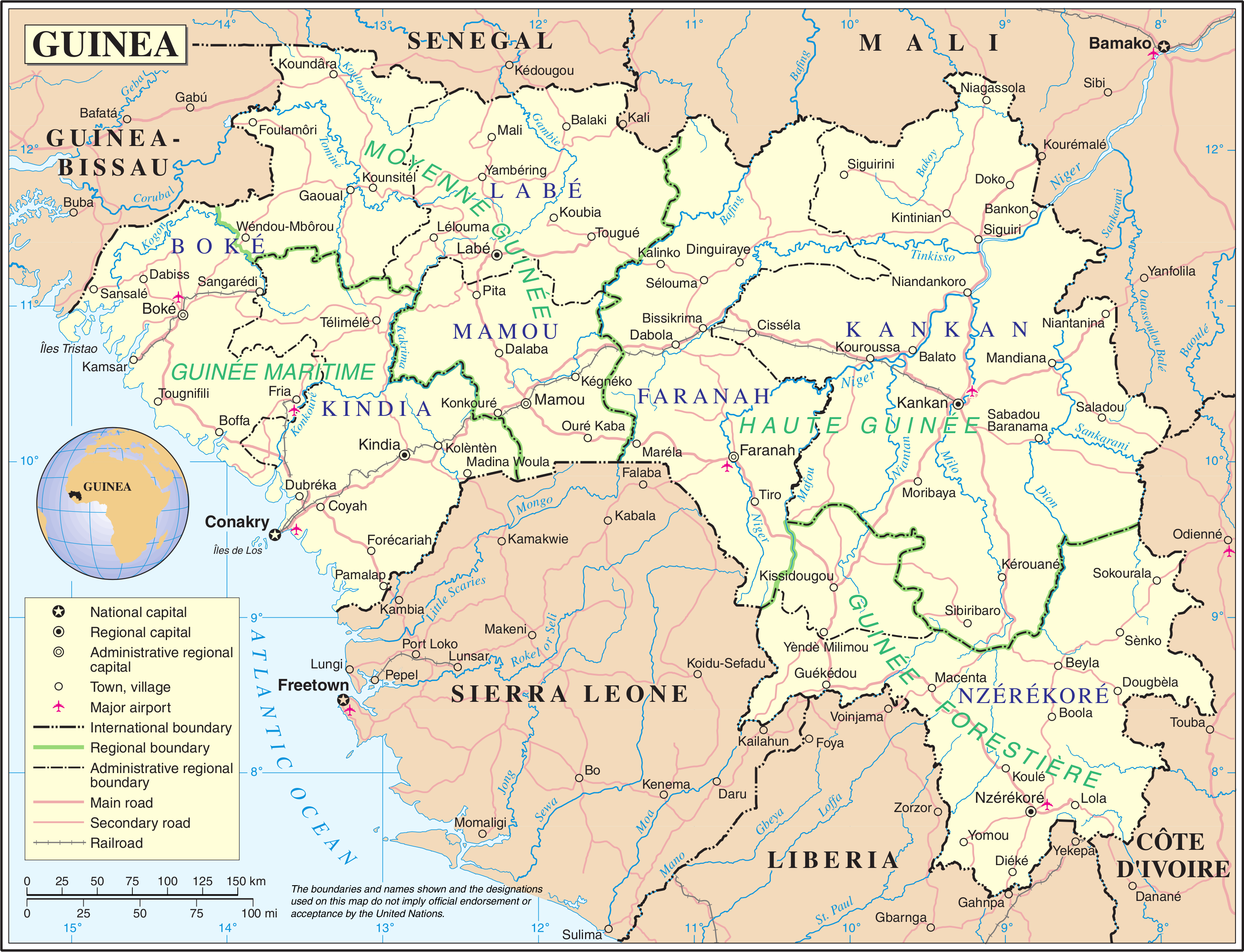
Карта Гвінеї від ООН (англ.)
Порівняння розмірів території Гвінеї та СШАПорівняння розмірів території Гвінеї та США

Згідно з Конвенцією Організації Об'єднаних Націй з морського права (UNCLOS) 1982 року, протяжність територіальних вод країни встановлено в 12 морських миль (22,2 км). Виключна економічна зона встановлена на відстань 200 морських миль (370,4 км) від узбережжя.

### Час
Час у Гвінеї: UTC0 (-2 години різниці часу з Києвом).

## Рельєф
Середні висоти — 472 м; найнижча точка — рівень вод Атлантичного океану (0 м); найвища точка — гора Німба (1752 м).

Рельєф Гвінеї
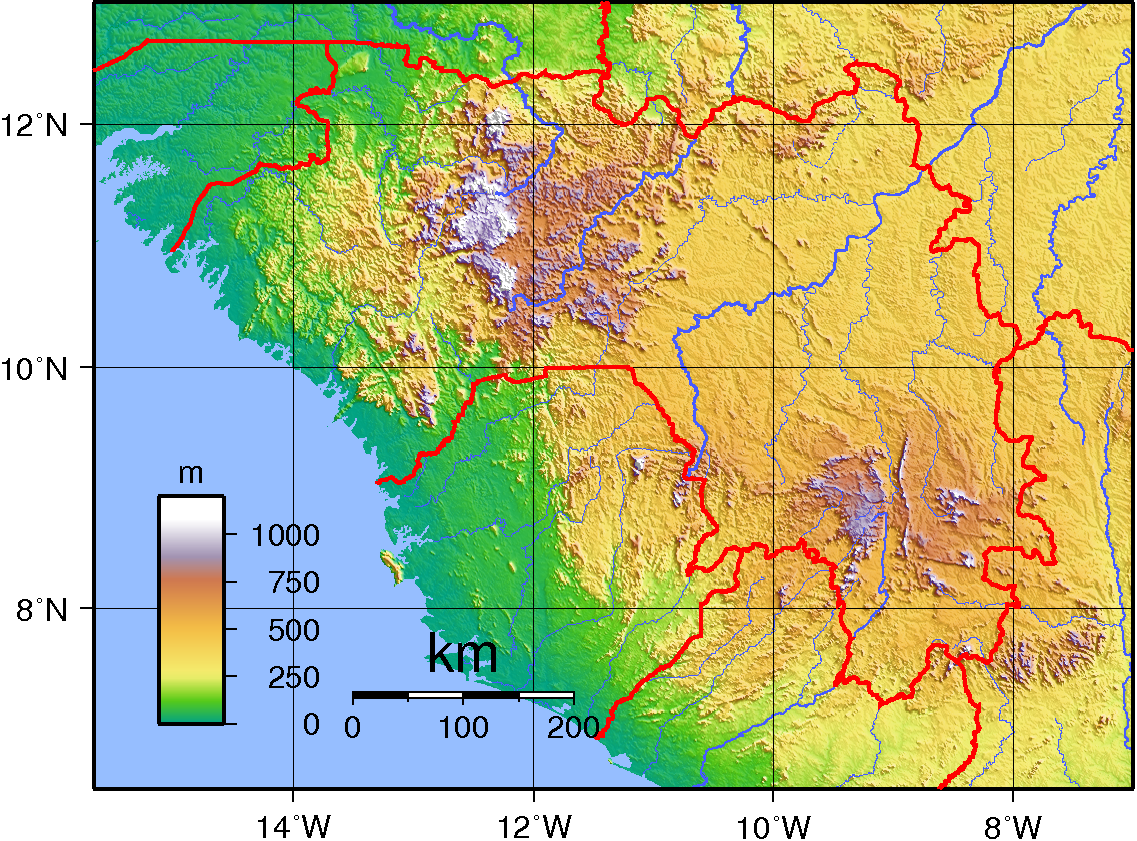
Гіпсометрична карта Гвінеї
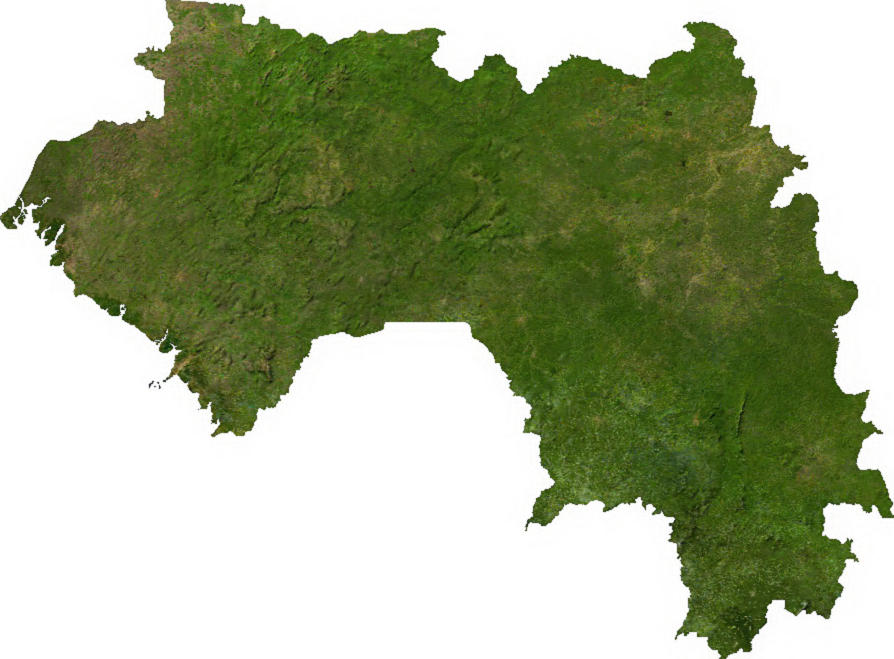
Супутниковий знімок поверхні країни
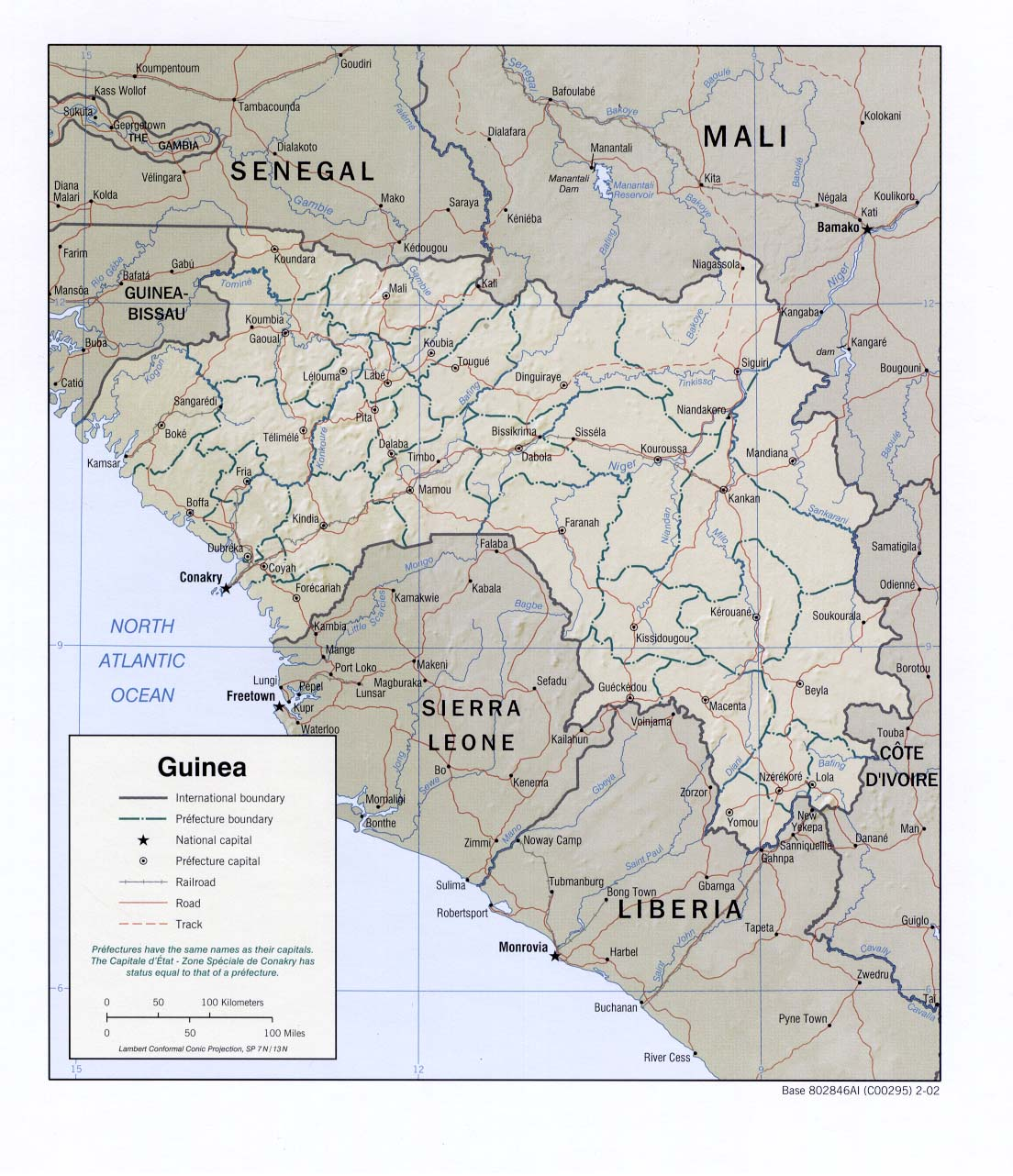
Карта країни (англ.)
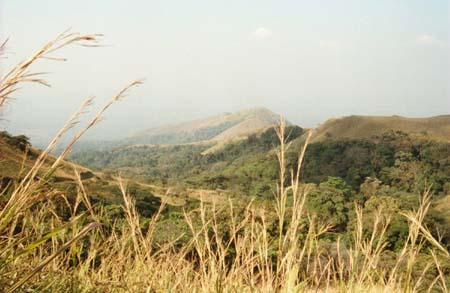
Гора Німба

### Узбережжя

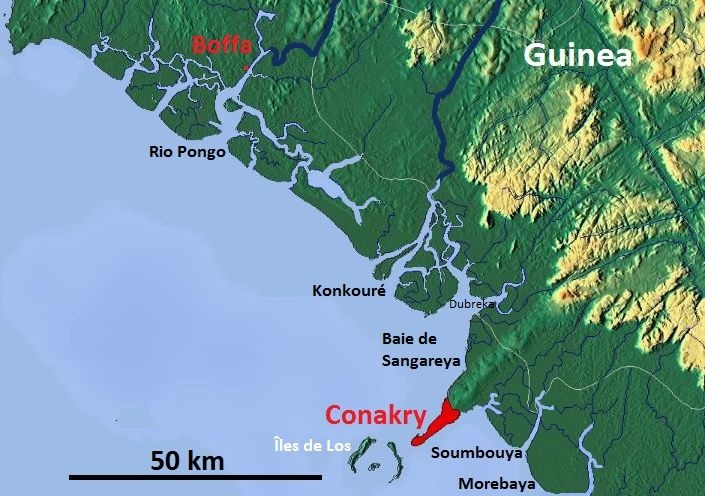
Карта гвінейського узбережжя
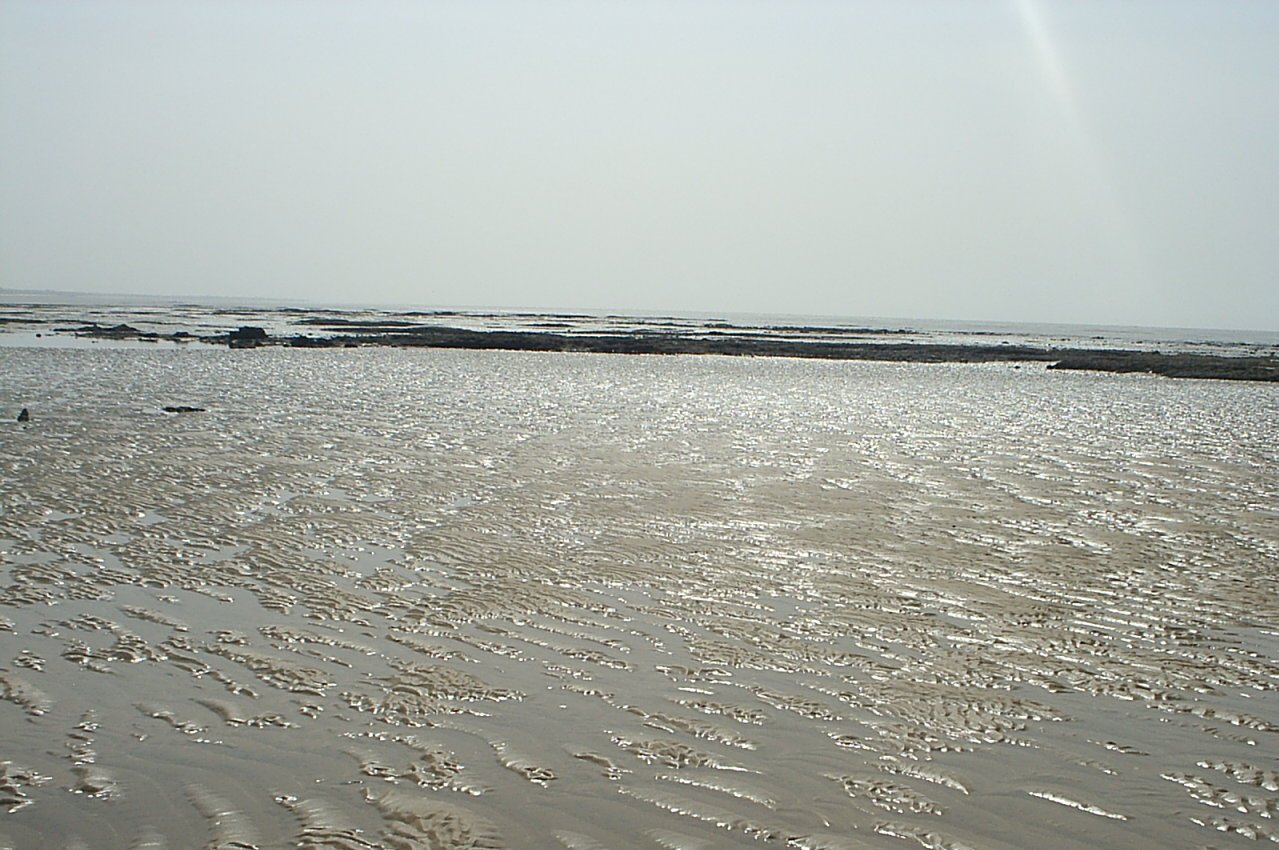
Гвінейське узбережжя
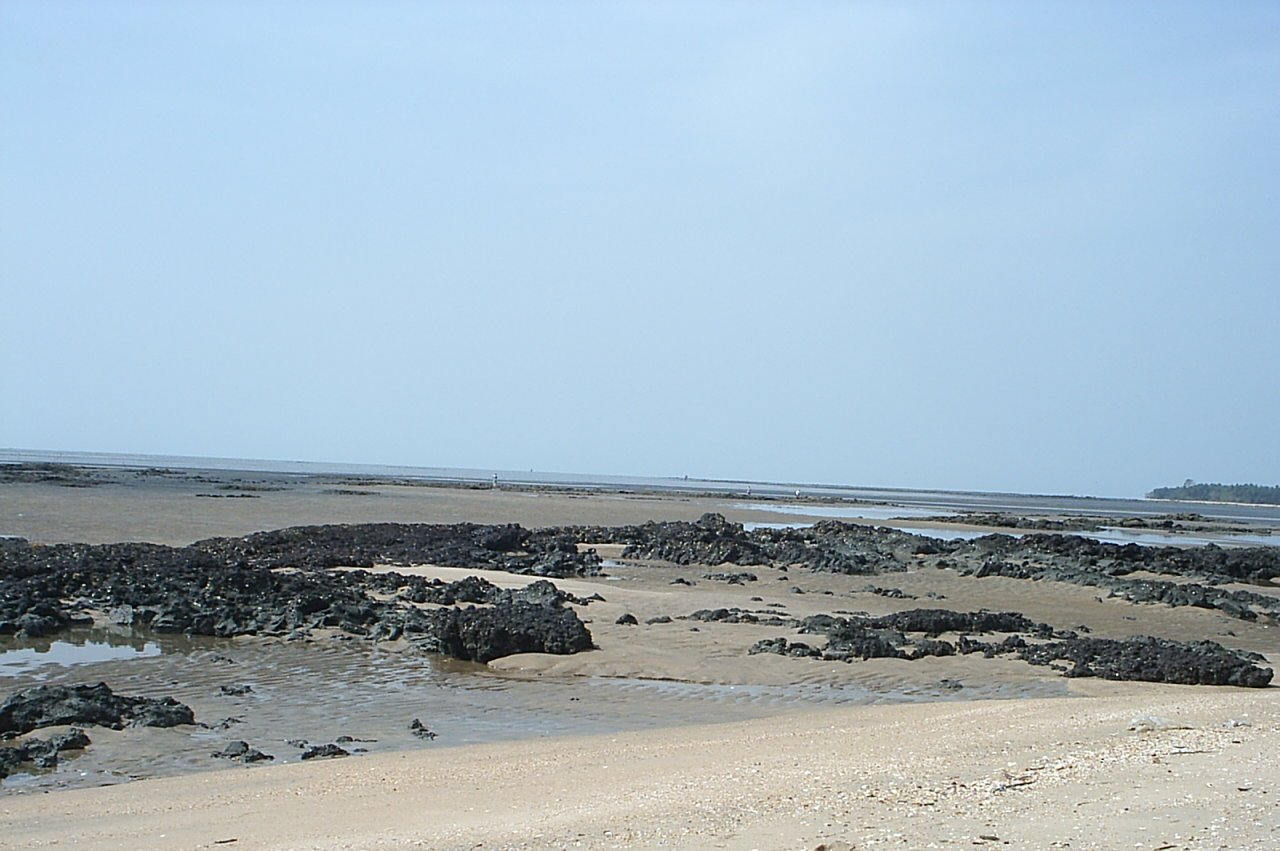
Гвінейське узбережжя

## Клімат
Територія Гвінеї лежить у субекваторіальному кліматичному поясі. Влітку переважають екваторіальні повітряні маси, взимку — тропічні. Влітку вітри дмуть від, а взимку до екватора. Сезонні амплітуди температури повітря незначні, зимовий період не набагато прохолодніший за літній. У літньо-осінній період з океану можуть надходити тропічні циклони, вдалині від моря взимку відзначається сухий сезон.

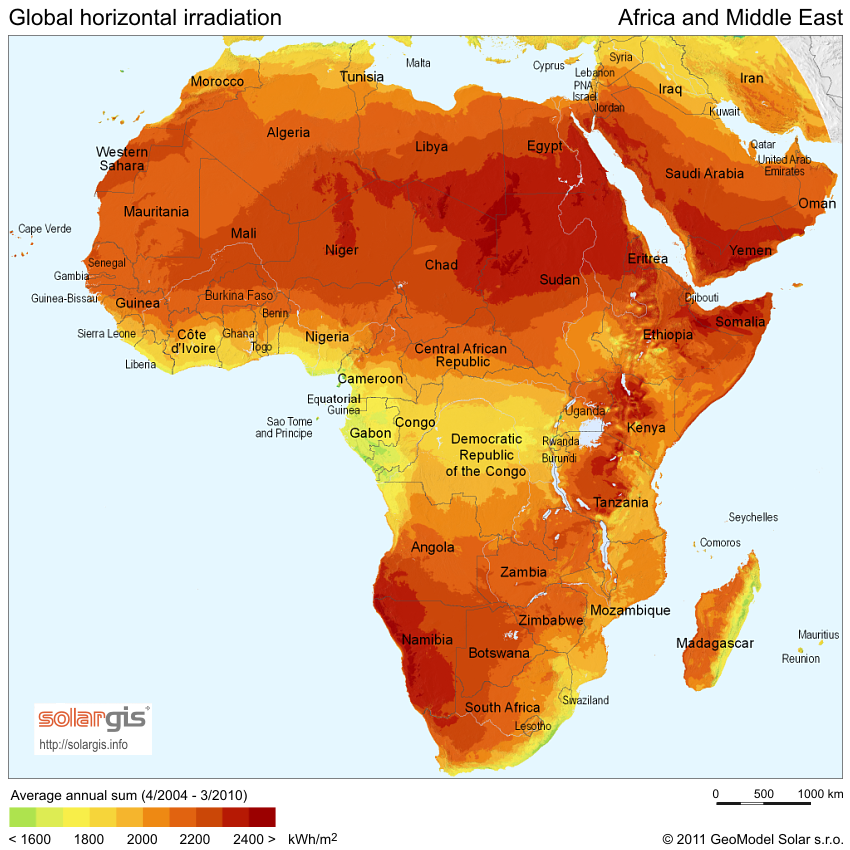
Сонячна радіація (англ.)
Кліматична карта Гвінеї (за Кеппеном)Кліматична карта Гвінеї (за Кеппеном)
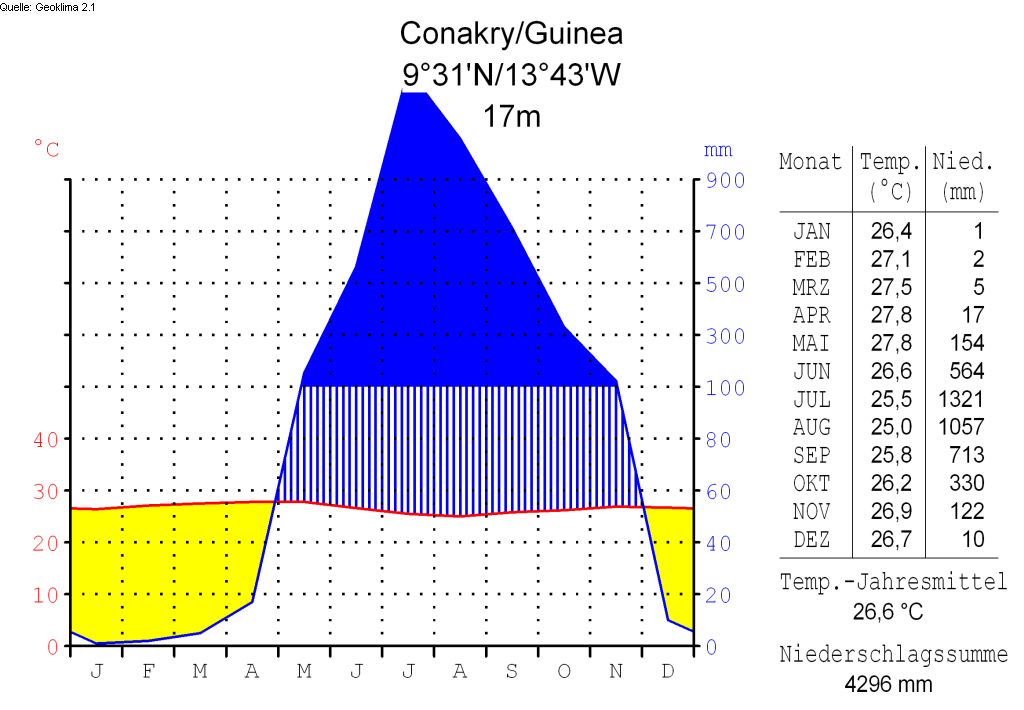
Кліматограма Конакрі

Гвінея є членом Всесвітньої метеорологічної організації (WMO), в країні ведуться систематичні спостереження за погодою.

## Внутрішні води

Гідрографічна мережа ГвінеїГідрографічна мережа Гвінеї
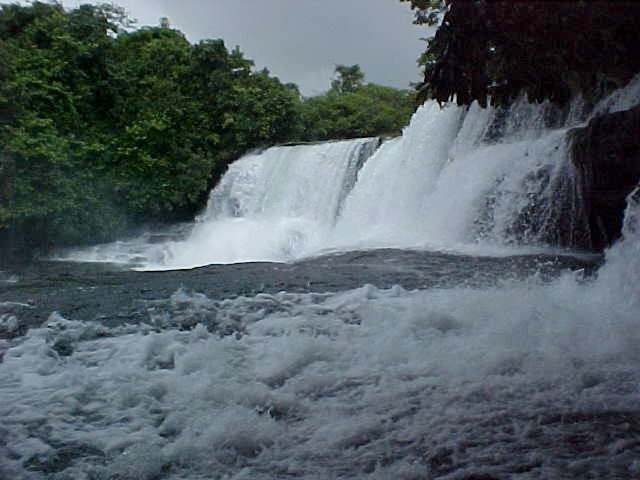
Водоспади Дубрека
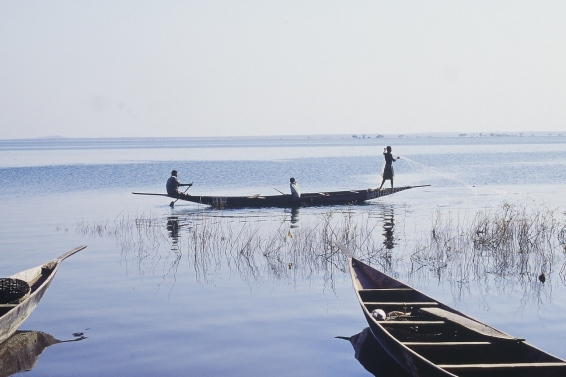
Риболовля на озері Селінья
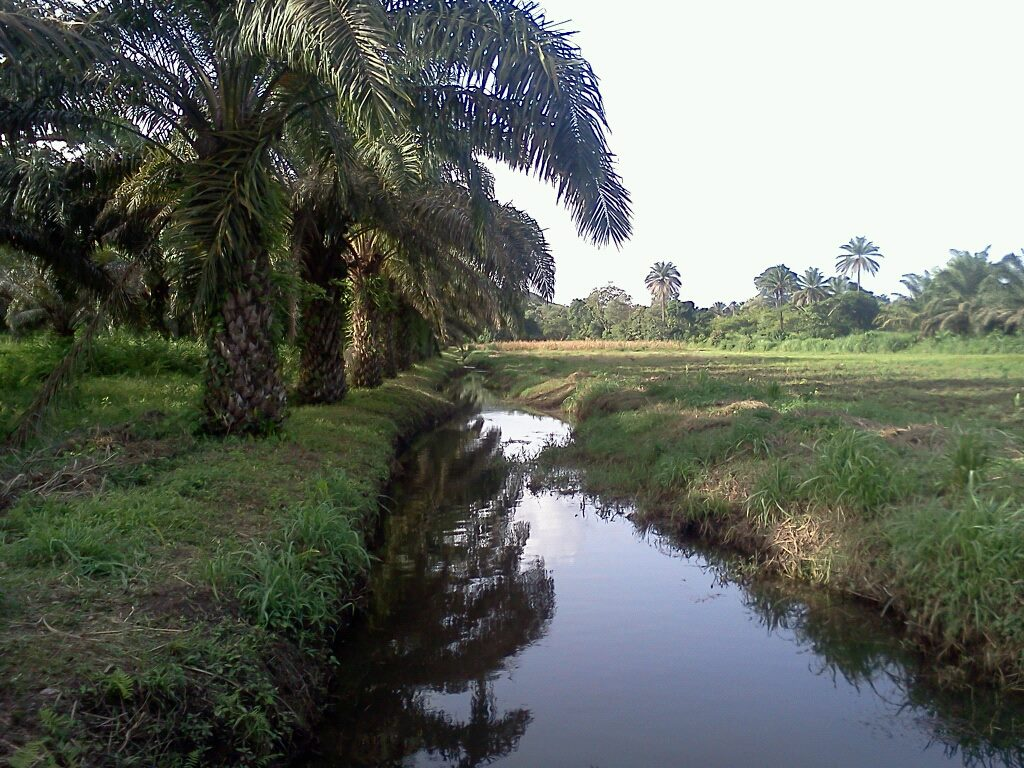
Канали Ватаба

### Річки
Річки країни належать басейну Атлантичного океану.

## Тваринний світ
Зоогеографічно територія країни належить до Ефіопської області: південно-західна частина, узбережжя Гвінейської затоки — до Західноафриканської, північна і гірська частина — до Східноафриканської підобласті.

## Стихійні природні явища
На території країни спостерігаються небезпечні природні явища і стихійні лиха: сухі пилові вітри харматани дмуть з Сахари в сухий сезон, спричиняючи зниження вологості повітря і значне зниження видимості.

## Природні ресурси

### Корисні копалини
Надра Гвінеї багаті на ряд корисних копалин: боксити, залізну руду, алмази, золото, уранові руди, кам'яну сіль.

### Водні ресурси
Загальні запаси відновлюваних водних ресурсів (ґрунтові і поверхневі прісні води) становлять 226 км³. Станом на 2012 рік в країні налічувалось 950 км² зрошуваних земель.

### Земельні ресурси
Земельні ресурси Гвінеї (оцінка 2011 року):
- придатні для сільськогосподарського обробітку землі — 58,1 %,
  - орні землі — 11,8 %,
  - багаторічні насадження — 2,8 %,
  - землі, що постійно використовуються під пасовища — 43,5 %;
- землі, зайняті лісами і чагарниками — 26,5 %;
- інше — 15,4 %[1].

## Охорона природи
Серед екологічних проблем варто відзначити:
- знеліснення;
- нестача ресурсів питної води;
- спустелювання;
- деградацію земель і ерозію ґрунтів;
- перевилов риби внаслідок стрімко зростаючого населення;
- примітивні технології в гірництві руйнують місцеві екосистеми.

Гвінея є учасником ряду міжнародних угод з охорони навколишнього середовища:
- Конвенції про біологічне різноманіття (CBD),
- Рамкової конвенції ООН про зміну клімату (UNFCCC),
- Кіотського протоколу до Рамкової конвенції,
- Конвенції ООН про боротьбу з опустелюванням (UNCCD),
- Конвенції про міжнародну торгівлю видами дикої фауни і флори, що перебувають під загрозою зникнення (CITES),
- Базельської конвенції протидії транскордонному переміщенню небезпечних відходів,
- Конвенції з міжнародного морського права,
- Монреальського протоколу з охорони озонового шару,
- Міжнародної конвенції запобігання забрудненню з суден (MARPOL),
- Рамсарської конвенції із захисту водно-болотних угідь[12],
- Міжнародної конвенції з регулювання китобійного промислу[1].

## Фізико-географічне районування
У фізико-географічному відношенні територію Гвінеї можна розділити на 4 райони, що відрізняються один від одного рельєфом, кліматом, рослинним покривом:
- Нижня Гвінея. Розташована на заході країни, — Нижній, або Приморський регіон. Район товарно-експортного землеробства.
- Середня Гвінея. Річки Когон, Фатала і Конкуре, які прорізують низовину, беруть початок в глибоких долинах другого району — Середньої Гвінеї. Тут пісковиковий масив Джаллон з вершинами 1200—1400 м перетинає країну з півночі на південь. Найвища точка плато — гора Тамге (1538 м). Середня Гвінея відрізняється переважанням ландшафту саван, в самих високих місцях є гірські луки.
- Верхня Гвінея. На схід від масиву Джаллон, на рівнинах в басейні верхньої течії р.Нігер, розташована Верхня Гвінея. Це район саван.
- Лісова Гвінея, розташована на південному сході країни, займає частину Гвінейської височини з невеликими масивами останцевих гір. Тут поблизу кордону з Ліберією в горах Німба розташована найвища точка Гвінеї (1752 м). У цьому районі фон складають савани, в деяких місцевостях, особливо по долинах річок, збереглися тропічні ліси.

### Українською
- Атлас світу / голов. ред. І. С. Руденко ; зав. ред. В. В. Радченко ; відп. ред. О. В. Вакуленко. — К. : ДНВП «Картографія», 2005. — 336 с. — ISBN 9666315467.
- Атлас. 7 клас. Географія материків і океанів / Укладачі О. Я. Скуратович, Н. І. Чанцева. — К. : ДНВП «Картографія», 2014.
- Барановська О. В. Фізична географія материків і океанів : навч. посіб. для студентів ВНЗ : [у 2 ч.]. — Н. : Ніжинський державний університет ім. Миколи Гоголя, 2013. — 306 с. — ISBN 978-617-527-106-3.
- Бєлозоров С. Т. Африка : фізико-географічний нарис. — вид. 2-ге, перероб. і доп. — К. : Радянська школа, 1957. — 232 с.
- Гвінея // Гірничий енциклопедичний словник : [у 3-х тт.] / за ред. В. С. Білецького. — Д. : Східний видавничий дім, 2004. — Т. 3. — 752 с. — ISBN 966-7804-78-X.
- Гілецький Й. Р. Природні ресурси світу : Навч. посібник. — Львів : Світ, 2004. — 304 с. — ISBN 966-603-307-0
- Костів Л. Я. Фізична географія материків і океанів. Африка : навч.-метод. посібник. — Л. : Видавничий центр ЛНУ імені Івана Франка, 2017. — 184 с. — ISBN 978-617-10-0374-3.
- Маринич О. М., Шищенко П. Г., Пащенко В. І. Фізична географія світу : Підручник.  — К. : Вища школа, 2002. — 463 с. — ISBN 966-642-018-4
- Палієнко В. І., Шищенко П. Г., Бойко В. М. Фізична географія світу : Навч. посібник. — К. : КНУ ім.  Т. Шевченка, 2016. — 246 с. — ISBN 978-966-439-918-1
- Панасенко Б. Д. Фізична географія материків : навч. посіб. : в 2 ч. — В. : ЕкоБізнесЦентр, 1999. — 200 с.
- Пащенко В. І. Географія світового господарства : Навч. посібник. — К. : Видавничий центр КНУ, 2014. — 312 с. — ISBN 978-966-439-744-6
- Фізична географія материків та океанів : Підручник у 2-х т. / Ред. П. Г. Шищенко. — К. : Київський університет, 2020. — Т. 2. Африка, Америка, Австралія, Антарктида, Океани. — 470 с. — ISBN 978-966-439-989-8
- Юрківський В. М. Регіональна економічна і соціальна географія. Зарубіжні країни: Підручник. — 2-ге. — К. : Либідь, 2001. — 416 с. — ISBN 966-06-0092-5.

### Англійською
- (англ.) Graham Bateman. The Encyclopedia of World Geography. — Andromeda, 2002. — 288 с. — ISBN 1871869587.

### Російською
- (рос.) Авакян А. Б., Салтанкин В. П., Шарапов В. А. Водохранилища. — М. : Мысль, 1987. — 326 с. — (Природа мира)
- (рос.) Алисов Б. П., Берлин И. А., Михель В. М. Курс климатологии [в 3-х тт.] / под. ред. Е. С. Рубинштейна. — Л. : Гидрометиздат, 1954. — Т. 3. Климаты земного шара. — 320 с.
- (рос.) Апродов В. А. Вулканы. — М. : Мысль, 1982. — 368 с. — (Природа мира)
- (рос.) Апродов В. А. Зоны землетрясений. — М. : Мысль, 2010. — 462 с. — (Природа мира) — ISBN 978-5-244-01122-7.
- (рос.) Гвинея // Африка: энциклопедический справочник [в 2-х тт.] / гл. ред. А. А. Громыко. — М. : Советская энциклопедия, 1986. — Т. 1. А-К. — 671 с.
- (рос.) Бабаев А. Г., Зонн И. С., Дроздов Н. Н., Фрейкин З. Г. Пустыни. — М.  : Мысль, 1986. — 320 с. — (Природа мира)
- (рос.) Браун Л. Африка. — М. : Прогресс, 1976. — 288 с. — (Континенты, на которых мы живем)
- (рос.) Букштынов А. Д., Грошев Б. И., Крылов Г. В. Леса. — М. : Мысль, 1981. — 316 с. — (Природа мира)
- (рос.) Власова Т. В. Физическая география материков. С прилегающими частями океанов. Южная Америка, Африка, Австралия и Океания, Антарктида. — 4-е, перераб. — М. : Просвещение, 1986. — 269 с.
- (рос.) Гвоздецкий Н. А., Голубчиков Ю. Н. Горы. — М. : Мысль, 1987. — 400 с. — (Природа мира)
- (рос.) Гвоздецкий Н. А. Карст. — М. : Мысль, 1981. — 214 с. — (Природа мира)
- (рос.) Географический энциклопедический словарь: географические названия / под. ред. А. Ф. Трёшникова. — 2-е изд., доп. — М. : Советская энциклопедия, 1989. — 585 с. — ISBN 5-85270-057-6.
- (рос.) Исаченко А. Г., Шляпников А. А. Ландшафты. — М. : Мысль, 1989. — 504 с. — (Природа мира) — ISBN 5-244-00177-9.
- (рос.) Каплин П. А., Леонтьев О. К., Лукьянова С. А., Никифоров Л. Г. Берега. — М. : Мысль, 1991. — 480 с. — (Природа мира) — ISBN 5-244-00449-2.
- (рос.) Словарь современных географических названий / под общей редакцией акад. В. М. Котлякова. — Екатеринбург : У-Фактория, 2006.
- (рос.) Литвин В. М., Лымарев В. И. Острова. — М. : Мысль, 2010. — 288 с. — (Природа мира) — ISBN 978-5-244-01129-6.
- (рос.) Лобова Е. В., Хабаров А. В. Почвы. — М. : Мысль, 1983. — 304 с. — (Природа мира)
- (рос.) Максаковский В. П. Географическая картина мира. Книга I: Общая характеристика мира. — М. : Дрофа, 2008. — 495 с. — ISBN 978-5-358-05275-8.
- (рос.) Максаковский В. П. Географическая картина мира. Книга II: Региональная характеристика мира. — М. : Дрофа, 2009. — 480 с. — ISBN 978-5-358-06280-1.
- (рос.) Поспелов Е. М. Географические названия мира: Топонимический словарь. — М. : АСТ, 2005.
- (рос.) Гвинея // Страны Африки. Политико-экономический справочник / ред. В. Солодовников, В. Румянцев. — М. : Издательство политической литературы, 1969. — 318 с.
- (рос.) Физико-географический атлас мира. — М. : Академия наук СССР и Главное управление геодезии и картографии ГУГК СССР, 1964. — 298 с.
- (рос.) Энциклопедия стран мира / глав. ред. Н. А. Симония. — М. : НПО «Экономика» РАН, отделение общественных наук, 2004. — 1319 с. — ISBN 5-282-02318-0.